# John Moresby
Kontradmirál John Moresby (15. března 1830 – 12. července 1922) byl britský námořní důstojník, který prozkoumal pobřeží Nové Guineje a objevil místo, kde později vzniklo město Port Moresby.
Narodil se v Anglii jako syn admirála sira Fairfaxe Moresbyho. John Moresby také hledal kratší trasu mezi Austrálií a Čínou.

## Rodina
V roce 1859 se oženil s Jane Scottovou a měl šest dětí:
- Walter Halliday Moresby CBE (9. listopadu 1861 – 24. dubna 1951), právník a špion
- Elizabeth Louisa Moresbyová (1862 – 1931) se stala známá spisovatelka pod různými pseudonymy
- Ethel Fortescue Moresbyová (1865 –?)
- Georgina Moresbyová (23. července 1867 –?)
- Hilda Fairfax Moresbyová (16. prosince 1868 – 16. srpna 1893), náhodou se utopila
- Gladys Moresbyová (5.4.1870 –?)

## Díla
- New Guinea and Polynesia… , John Moresby, John Murray 1876 (reprinted 2002, Elibron Classics, ISBN 1-4021-8798-X ) Nová Guinea a Polynésie …, John Moresby, John Murray 1876 (dotisk 2002, Elibron Classics, ISBN 1-4021-8798-X )